# Torstein vites saga
Torstein vites saga (isl. Þorsteins saga hvíta) är en av islänningasagorna. Den utspelar sig kring Vopnafjörður på nordöstra Island. Handlingen vid Torstein vites landnam i slutet av 800-talet och några decennier framåt.

## Handling
Torstein vite tog land på Island mellan åren 890 och 910. Han var anfader till Hov-släkten. Sagan handlar om honom och sonen Torgils, far till Brodd-Helge. Den sistnämnde återkommer i Vapnfjordingasagan, som utgör en fortsättning på Torstein vites saga. Den egentliga huvudpersonen är Torstein fagre Torfinnsson vars bröder dräper Torgils. Torstein fagre förlikas senare med Torstein vite.

## Tillkomst, manuskript och översättning
Sagan är skriven före mitten av 1200-talet, men finns endast i senare pappershandskrifter. Äldst är AM 496 qu., som skrevs hösten 1639 i Hólar. Något yngre är AM 156 fol., skriven före 1650. Sagan trycktes först i Köpenhamn år 1848 i Nordiske Oldskrifter V.
Sagan är översatt till svenska av Åke Ohlmarks (1964).